# 广域电铁
广域电铁（：／ Gwangyeok Jeoncheol */?）或称广域铁道（：／ Gwangyeok Cheoldo */?），是韩国在大都会区中2个都市以上之间互相连接的通勤鐵路，連接特别市、各个广域市和周邊的道。

## 概况
广域电铁在“有關大都市圈广域交通管理的特別法”中定义为高效率的城市轨道交通，其中运营主要由大韩民国国土海洋部的韩国铁道公社负责。要求能够让通勤型电力动车组在电气化复线铁路行驶的铁路系统。

## 目前营运范围
首都圈电铁
●首都圈電鐵1號線
- 長項線（天安－新昌）
- 京元線（回基－逍遙山）
- 京仁線
- 京釜線（首爾－天安）
- 京釜高速線（衿川區廳－光明）
- 饼店基地线

●首都圈電鐵3號線
- 一山線

●首都圈电铁4号线
- 安山線
- 果川線

●首都圈電鐵5號線
- 河南線

●首爾地鐵8號線
- 別內線

●首都圈電鐵京義·中央線
- 中央線（清凉里－砥平）
- 京義線（首爾－臨津江）
- 京元線（龍山－回基）
- 龍山線

●首都圈電鐵水仁·盆唐線
- 盆唐線
- 水仁線

●首都圈電鐵京江線
- 京江線（板橋－驪州）

●首都圈電鐵京春線
- 中央線（清凉里－忘憂）
- 京春線
- 忘憂線

●首都圈電鐵西海線
- 西海線（大谷－元時）

●新盆唐線
●仁川國際機場鐵道
釜山都市鐵道
●广域电铁东海线
- 東海線（釜田－太和江）

榛接線，河南線虽然也是广域铁道，却以都市铁道形式运营，属于特例。

## 興建中路線
首都圈電鐵
●首都圈電鐵京江線
- 月串板橋線（朝鲜语：월곶-판교선）

●新安山線（汝矣島－漢陽大學ERICA校區）
釜山都市鐵道
●釜馬線
大邱都市鐵道
- 大邱圈廣域鐵道

其他地區
- 慶全線（三浪津－晋州）

## 计划中路线
- 京釜线（天安-瑞仓信号场、鸟致院-大田、金泉-清道、三浪津-釜田 / 釜山）
- 忠北线（鸟致院-清州机场）
- 五松线
- 湖南线（大田操车场-论山）
- 中央线（永川-庆州）